# Polska Federacja Lacrosse
Polski Federacja Lacrosse (oficjalny skrót PFL) – ogólnokrajowe stowarzyszenie sportowe powstałe w 2010 roku, mające na celu organizowanie rozgrywek i popularyzację lacrosse w Polsce. Od 2010 roku jest członkiem Międzynarodowej Federacji Lacrosse (ILF) oraz Europejskiej Federacji Lacrosse (EFL), a od 2017 roku Polskiego Komitetu Sportów Nieolimpijskich (PKSN).
W 2010 roku odbył się pierwszy sezon Polskiej Ligi Lacrosse.

## Kontakt
- Nazwa: Polska Federacja Lacrosse
- KRS: 0000399830[4]
- Adres: ul. Wodospady 6/1, 40-558 Katowice

## Zarząd PFL
- Prezes: Krzysztof Burzyński
- Wiceprezes: Jędrzej Madej
- Wiceprezes: Kajetan Statkiewicz